# 코엑스 아쿠아리움

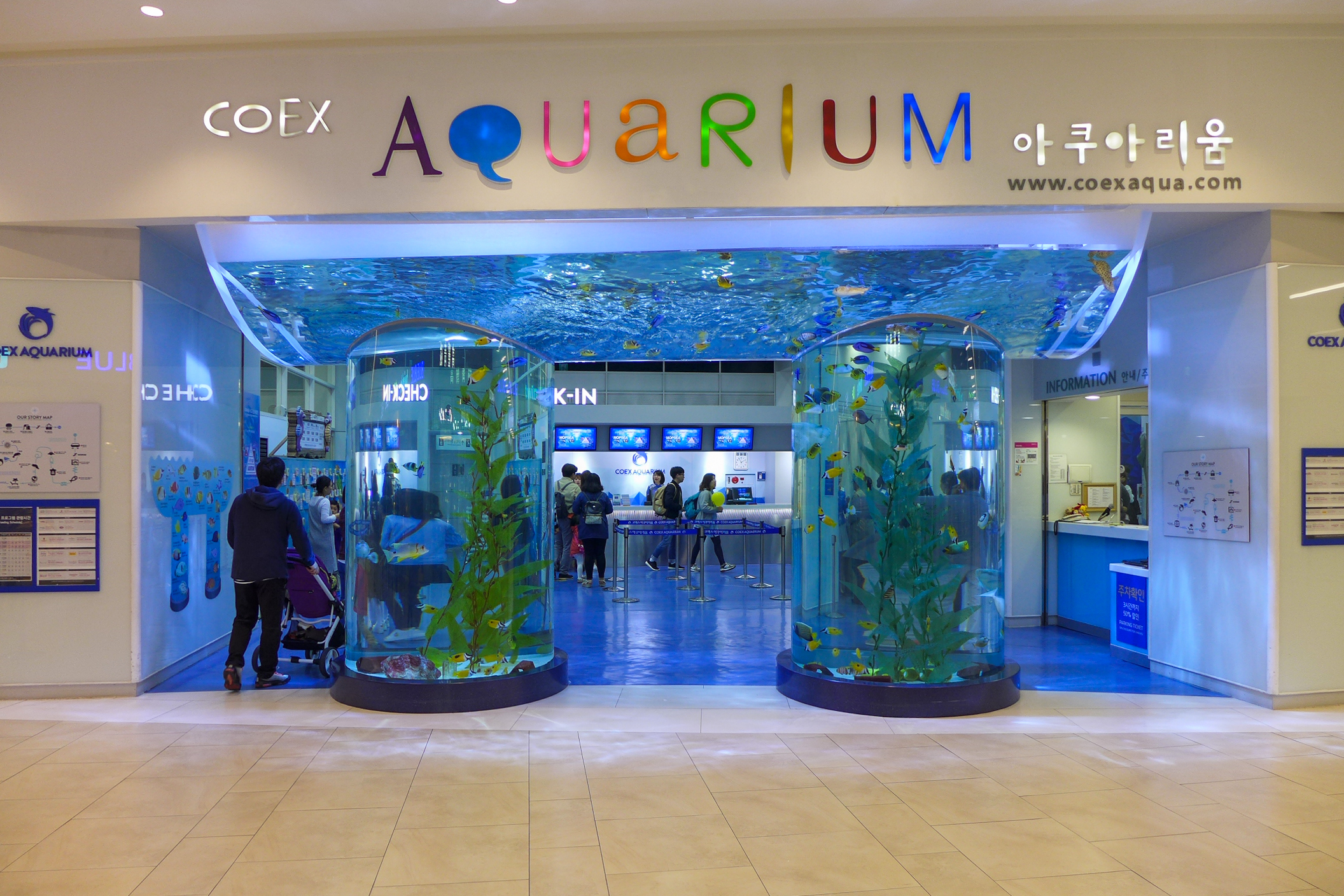
코엑스 아쿠아리움

씨라이프 코엑스 아쿠아리움은 대한민국 서울 강남구 영동대로 513 코엑스에 위치한 해양테마파크 수족관이다. 멀린 엔터테인먼트에서 운영 및 관리를 하고 있다. 한국 최대의 수족관으로 17종 110여 마리의 상어가 서식한다. 상어 외에도 해수 및 담수어와 희귀 멸종위기종인 점박이 물범, 훔볼트펭귄 등의 해양포유류가 있다. 현재 무지개라운지, 우리터우리물고기, 한국의 정원, 아마조니아월드, 맹그로브와 해변 등 다양한 테마존을 중심으로 전시가 이루어지고 있다. 관람시간은 오전 10시부터 오후 8시까지이며 입장은 오후 7시까지 가능하다.

## 규모
코엑스 아쿠아리움은 총 면적 15970m²이다. 아쿠아리움 내에는 전시 수조 183개와 사육수조 90개가 있다. 또한 수량 3500톤에 이르는 대형수족관이 존재한다. 부대시설로는 선물상점과 카페가 있다.

## 변천[2]
- 1999년 4월 2일: 코엑스 아쿠아리움 회사 설립
- 1999년 9월: 코엑스 아쿠아리움 공사 시작
- 2000년 4월: 공사 완료
- 2000년 5월 3일: 개장
- 2001년 8월 6일: 담수생물전시관 완공
- 2004년 3월 15일: 어린이 전용 체험형 수족관 '키즈아쿠아리움' 시작
- 2005년 10월: '우리 터, 우리 물고기' 친환경 생태관 전시시작
- 2006년 2월: '펭귄들의 상상놀이터' 시작
- 2008년 11월: 매너티와 정어리 전시 시작
- 2010년 1월 4일: 전시장 새 단장 후 재개관
- 2025년 7월: '씨라이프 코엑스 아쿠아리움'으로 브랜드명 변경

## 같이 보기
- 스타필드 코엑스몰